# Кондове (Малаві)
Кондо́ве (англ. Kondowe) — вища традиційна громада у складі дистрикту Нхата-Бей Північного регіону Малаві.
Населення — 2140 осіб (2018).